# Teanaway (település)
Teanaway az Amerikai Egyesült Államok északnyugati részén, Washington állam Kittitas megyéjében elhelyezkedő önkormányzat nélküli település.
A térségben egykor a yakama, cayous és nez perce indiánok gyűjtögettek. Teanawayt 1885-ben alapították.
A régió a farkasok szaporítását célzó állami projektben kijelölt területek egyike.

## Fordítás
Ez a szócikk részben vagy egészben  a   Teanaway, Washington című angol Wikipédia-szócikk ezen változatának fordításán alapul.  Az eredeti cikk szerkesztőit annak laptörténete sorolja fel. Ez a jelzés csupán a megfogalmazás eredetét és a szerzői jogokat jelzi, nem szolgál a cikkben szereplő információk forrásmegjelöléseként.